# Paulius Jankūnas
Paulius Jankūnas (* 29. April 1984 in Kaunas) ist ein ehemaliger litauischer Basketballspieler.

## Nationalmannschaftskarriere
Bei der Basketball-Europameisterschaft 2015 erreichte Jankūnas mit Litauen das Finale der Europameisterschaft. Im Finale unterlag man jedoch Spanien mit 80-63.

## Titel
- Vizemeister  bei Europameisterschaften: 2015